# Brahima Guindo
Brahima Guindo (ur. 9 września 1977) – judoka z Mali, olimpijczyk.
W 1999 roku zdobył brązowy medal na Igrzyskach afrykańskich. Rok później zdobył brąz na Mistrzostwa Afryki, oraz bez powodzenia reprezentował swój kraj na Igrzyskach w Sydney.